# Франк, Хармут
Хартмут Франк (нем. Hartmut Frank; 1942,  Косьцян) – немецкий архитектор и историк архитектуры, инженер, профессор кафедры архитектуры университета Хафенсити в Гамбурге. С 1963 по 1969 обучался архитектуре и градостроительству в Техническом университете Берлина. С 1973 по 1975 учился в Швейцарской высшей технической школе Цюриха, а также в высшей школе изобразительных искусств в Гамбурге. В 1975-2006 являлся профессором анализа окружающей среды и архитектурной теории в департаменте архитектуры  и градостроительства высшей школы изобразительных искусств Гамбурга. в 2001-2002 заместитель председателя  и временный руководитель высшей школы изобразительных искусств Гамбурга. В 2006-2012 являлся профессором теории архитектуры в Хафенсити университете в Гамбурге. С 2012 года заслуженный профессор (эмерит) университета Хафенсити.
Хармут Франк был соучредителем и является членом совета Гамбургского архитектурного архива, и вместе с Ульрихом Шварцем  был редактором соответствующих серий публикаций. с 1989 по 2007 он был куратором ежегодной премии медали Герниха Тесенов. Является директором института Фрица Шумахера. Как приглашенный профессора преподавал во Франции, Италии, Швейцарии, Испании, Канаде и Соединенных штатах Америки. Был приглашен в Архитектурный центр Монреала в Канаде и в Институт перспективных исследований в Париже в качестве старшего исследователя. Он инициировал и принимал участие в различных исследовательских проектах, связанных с жилищной политикой, современным городским планированием, современной и традиционалистской архитектурой, международными отношениями в области архитектуры и городского планирования, спонсорами которых являются немецкое Научно-исследовательское общество DFG (Deutsche Forschungs Gemeinschaft), фонд Фольксвагена, фонд Сутора, Фонд Гетти и другие. В настоящее время он руководит исследованием работ архитектора и дизайнера Питера Беренса (1868-1940) в университете Хафенсити.  Написанные им статьи появились во многих профессиональных ревю, журналах и каталогах выставок.